# 3丁目の回覧板
『3丁目の回覧板』（さんちょうめのかいらんばん）は、ひな。による漫画短編集。2000年に蒼竜社より発行された。プラザCOMIX。　ISBN 4-88386-053-1
少年少女の恋愛が主なテーマ。

## 掲載作品
- がんばれの8月
- 鏡の中の9月
- カンニングでアタックの10月
- 年の差なんての11月
- 乙女の恋は突然にマケルモンカの12月
- 好き好きぼくのMIYUの1月
- バレンタイン･イブの2月
- せっかく卒業シーズンだし。の3月
- がんばれ美少年!の4月
- 自分ってムズカシイの5月
- 雨もけっこういいものよねの6月
- ほんとはね…の7月
- もう一度、8月
- お姫様セレナーデ
- へっぽこポリス、ミラクルののちゃん
- ドロップ
- 占い信じますか?
- 愛美ちゃんの告白大計画!
- 秘密
- ちょっとだけ I Love You
- KISSは大人になってから